# Горбунов, Александр Владимирович (космонавт)
Александр Владимирович Горбунов (род. 24 мая 1990) — российский космонавт-испытатель отряда ФГБУ «НИИ ЦПК имени Ю. А. Гагарина». 134-й космонавт СССР/России (136-й гражданин СССР/России в космосе). До поступления в отряд космонавтов работал инженером 1-й категории в отделе проектирования транспортных грузовых кораблей РКК «Энергия» имени С. П. Королёва.
28 сентября 2024 года стартовал в составе экипажа миссии SpaceX Crew-9 на американском частном многоразовом космическом корабле Crew Dragon компании SpaceX к Международной космической станции.

## Ранние годы, учёба, увлечения и профессиональная деятельность
Родился 24 мая 1990 года в городе Железногорске Курской области. В 2008 году после окончания средней школы № 6 г. Железногорска поступил в Московский авиационный институт. С 2009 по 2012 год проходил обучение на военной кафедре при МАИ по специальности «Эксплуатация и ремонт самолётов, вертолётов и авиационных двигателей», лейтенант запаса. С 2012 работал техником 1-й категории ПАО «РКК Энергия имени С. П. Королёва». В 2014 году с отличием окончил институт по специальности «Космические летательные аппараты и разгонные блоки» с присвоением квалификации «инженер». С марта 2014 года работал инженером 2-й, затем 1-й категории в отделе проектирования транспортных грузовых кораблей РКК «Энергия» имени С. П. Королёва.
С 2010 года обучался в парапланерной школе при МАИ. Имеет первый спортивный разряд по парапланерному спорту. Участник международных соревнований. Летает на парапланах спортивных классов и имеет налёт около 500 часов. 

## Космическая подготовка
В 2015 году прошел медицинское обследование в Институте медико-биологических проблем, а также прошел внутренний «мини-экзамен». В июне 2017 года подал заявление на участие в наборе в отряд космонавтов. В ноябре 2017 года получил допуск Главной медицинской комиссии. 10 августа 2018 года по результатам заседания межведомственной комиссии был рекомендован к зачислению на должность кандидата в космонавты-испытатели отряда космонавтов.
1 октября 2018 года был зачислен в отряд космонавтов и приступил к общекосмической подготовке. В феврале 2019 года в составе условного экипажа приступил к тренировкам по действиям после посадки в лесисто-болотистой местности зимой («зимнее выживание»). В августе 2019 года, в составе группы кандидатов в космонавты, прошёл водолазную подготовку в Ногинском спасательном центре МЧС России. 30 августа 2019 года успешно сдал экзамен, и ему была присвоена квалификация «водолаз». В октябре 2019 года в составе условного экипажа вместе с Константином Борисовым и Кириллом Песковым прошёл полный цикл «водного выживания» на базе Универсального морского терминала «Имеретинский» на Чёрном море в Адлерском районе города Сочи. Также с октября 2018 года по ноябрь 2020 года — проходил лётную подготовку на самолёте Л-39; специальную парашютную подготовку, тренировки в условиях невесомости, воспроизводимые на борту самолета-лаборатории Ил-76МДК; испытания в сурдокамере.
24 ноября 2020 года сдал государственный экзамен по итогам окончания курса общекосмической подготовки. 2 декабря 2020 года решением Межведомственной квалификационной комиссии по итогам заседания в ЦПК имени Ю. А. Гагарина ему была присвоена квалификация космонавта-испытателя.
В июле 2021 года в составе условного экипажа вместе с Александром Гребёнкиным и Алексеем Зубрицким прошёл двухдневную тренировку по отработке действий после приземления космического аппарата в условиях пустыни.
20 января 2022 года Межведомственная комиссия по отбору космонавтов утвердила Горбунова в составе основного экипажа экспедиции МКС-72. В случае, если перекрёстные полёты российских и американских астронавтов будет продолжены, ему предстоит отправиться в космос на американском космическом корабле.
В феврале 2022 года в составе условного экипажа вместе с Сергеем Микаевым и Алексеем Зубрицким принял участие в тренировке по действиям после нештатной посадки спускаемого аппарата в степи зимой. 10 февраля 2023 года Александр Горбунов вместе с Сергеем Кудь-Сверчковым и Алексеем Зубрицким отработал навыки выживания в зимнем лесу.
В 2023-2024 годах проходил подготовку в качестве дублёра космонавта Александра Гребёнкина, члена основного экипажа американского пилотируемого корабля Crew Dragon (миссия SpaceX Crew-8), запуск которого к МКС состоялся 4 марта 2024 года. С 2024 года проходит подготовку в качестве специалиста полёта основного экипажа миссии SpaceX Crew-9 и бортинженера космических экспедиций МКС-71/МКС-72, продолжает тренировки в составе основного экипажа корабля «Союз МС-26».

## Полёт
28 сентября 2024 года в 20:17:21 по московскому времени стартовал в качестве специалиста полёта миссии SpaceX Crew-9 и участника экспедиции МКС-72 вместе с астронавтом НАСА Ником Хейгом на американском многоразовом космическом корабле Crew Dragon компании SpaceX к Международной космической станции. Запуск корабля Dragon осуществлён c помощью тяжелой ракеты-носителя Falcon 9 Block 5 со стартового комплекса площадки SLC-40 Базы Космических сил США на мысе Канаверал в штате Флорида. 30 сентября в 00:31 мск корабль Crew Dragon пристыковался к узловому модулю «Гармония» американского сегмента МКС.
3 ноября в 11:35 UTC (14:35 мск) корабль с астронавтами Ником Хэйгом, Сунитой Уильямс, Барри Уилмор и космонавтом Александром Горбуновым на борту был отстыкован от переднего стыковочного узла IDA-2/PMA-2 модуля «Гармония». Совершив облёт МКС, корабль в 12:18 UTC (15:18 мск) был пристыкован к верхнему IDA-3/PMA-3 того же модуля. Плановая операция перестыковки была необходима для обеспечения прибытия на станцию грузового корабля Cargo Dragon C208 миссии CRS-31.
18 марта 2025 года в 05:05 UTC (08:05 мск) корабль «Фридом» с членами экипажа миссии Crew-9  космонавтом Александром Горбуновым и астронавтом Ником Хейгом, а также с астронавтами миссии Boe-CFT Барри Уилмором и Сунитой Уильямс, отстыковался от узлового модуля модуля «Гармония» американского сегмента Международной космической станции. 18 марта в 21:57 (19 марта, 00:57 мск) пилотируемый корабль Crew Dragon приводнился в Мексиканском заливе у побережья Таллахасси штата Флорида, астронавты и корабль были подняты на борт спасательного судна «Меган». Продолжительность полёта Александра Горбунова и Ника Хейга составила 171 сутки 4 часа 39 минут, а Б. Уилмор и С. Уильям, вместо запланированных ранее 7-8 дней — 286 суток 7 часов 4 минуты.
Статистика
| # | Стартовый корабль              | Старт, UTC        | Экспедиция            | Корабль посадки      | Посадка, UTC      | Налёт                     | Выходы в открытый космос | Время в открытом космосе |
| - | ------------------------------ | ----------------- | --------------------- | -------------------- | ----------------- | ------------------------- | ------------------------ | ------------------------ |
| 1 | Dragon «Фридом», SpaceX Crew-9 | 28.09.2024, 17:17 | SpaceX Crew-9, МКС-72 | Dragon SpaceX Crew-9 | 18.03.2025, 21:57 | 171 сутки 4 часа 39 минут | 0                        | 0                        |